# Microsteira floribunda
Microsteira floribunda är en tvåhjärtbladig växtart som först beskrevs av Karl August Otto Hoffmann, och fick sitt nu gällande namn av Franz Josef Niedenzu. Microsteira floribunda ingår i släktet Microsteira och familjen Malpighiaceae. Inga underarter finns listade i Catalogue of Life.